# Usov Balagan
Usov Balagan (in lingua russa Усов Балаган) è un centro abitato dell'Oblast' autonoma ebraica, situato nel Smidovičskij rajon.